# Верхняя Липовка (Волгоградская область)
Верхняя Липовка — село в Камышинском районе Волгоградской области, в составе Терновского сельского поселения.
Население — 351 чел. (2010)

## История
Основано в начале XIX века (в 1800 годах). Село относилось к Камышинской волости Камышинского уезда Саратовской губернии. Жители — бывшие государственные крестьяне, великороссы, православные. Село составляло единое сельское общество с хуторами Терновкой и Нижней Липовкой. Земельный надел общества составлял 9053 десятины удобной и 3274 неудобной земли. В 1868 году (по другим данным в 1875 году) освящена церковь Михаила Архангела. В 1885 году открыта церковно-приходская школа.
С 1928 года — центр Верхне-Липовского сельсовета (позднее Липовского) Камышинского района Камышинского округа (округ ликвидирован в 1934 году) Нижневолжского края (впоследствии Сталинградского края, с 1936 года — Сталинградской области, с 1961 года — Волгоградской области). В 1954 году включено в состав Терновского сельсовета (с 2005 года сельский совет преобразован в Терновское сельское поселение).

## География
Село находится в лесостепи, в пределах восточной покатости Приволжской возвышенности, являющейся частью Восточно-Европейской равнины, на реке Липовка, на высоте около 40 метров над уровнем моря. Рельеф местности холмисто-равнинный, сильно расчленённый балками и оврагами. К северу от села возвышается гора Попова (99,7 метров над уровнем моря). Почвы каштановые.
По автомобильным дорогам расстояние до районного центра города Камышин — 15 км, до областного центра города Волгоград — 210 км.
Климат
Климат умеренный континентальный (согласно классификации климатов Кёппена — Dfa). Многолетняя норма осадков — 385 мм. Наибольшее количество осадков выпадает в июле — 46 мм, наименьшее в марте — 21 мм. Среднегодовая температура положительная и составляет + 7,1 С, средняя температура самого холодного месяца января −9,3 °С, самого жаркого месяца июля +23,3 °С.
Часовой пояс
Верхняя Липовка, как и вся Волгоградская область, находится в часовой зоне МСК (московское время). Смещение применяемого времени относительно UTC составляет +3:00.

## Население
Динамика численности населения
| 1862 | 1886 | 1891 | 1894 | 1897 | 1911 | 2002 |
| ---- | ---- | ---- | ---- | ---- | ---- | ---- |
| 1076 | 1071 | 1112 | 1155 | 1259 | 1541 | 341  |

| 2010 |
| ---- |
| 351  |